# Diego Gvirtz
Diego Gvirtz (Buenos Aires, 7 de noviembre de 1964) es un productor de televisión argentino, accionista de la productora Pensado Para Televisión. Los proyectos más populares concebidos por Gvirtz son Televisión registrada (TVR), Diario Registrado, Duro de domar (antes presentado con el título Indomables) y 6, 7, 8.

## Biografía
A los 18 años le diagnosticaron la enfermedad colitis ulcerosa debido a esta condición estuvo internado en los Estados Unidos en dos oportunidades. A pesar de su condición, Gvirtz se recibió de contador público en la Universidad de Buenos Aires.
En 1996 debutó como productor en el programa Fútbol prohibido, por el canal América Sports. El panel estaba integrado por el propio Gvirtz, Diego Bonadeo, Carlos Juvenal y Paulo Vilouta (reemplazado por José Gabriel Carbajal). En 1997 el programa pasó del cable a la pantalla de Canal 9 y el Ruso Verea ocupó el lugar de Juvenal.
En 1999 concibió uno de los programas insignia de la productora PPT: Televisión registrada (más conocido por su sigla TVR), que —con la conducción de los humoristas Claudio Morgado (exdirector del INADI) y Fabián Gianola— presentaba informes humorísticos de lo ocurrido en la televisión, con una cierta tónica progresista.
Durante el año 2000, Gvirtz concibió el programa Paf!, que fue conducido por Jorge Rial. Este sería el antecedente de otro de los programas más conocidos creados por Gvirtz, Indomables. En un comienzo, Indomables fue conducido por Lucho Avilés. Luego, su lugar fue ocupado por Mauro Viale pero el programa encontraría su estilo con la conducción de Roberto Pettinato. En el 2005 luego de un confuso episodio en el programa Televisión Registrada, que incluyó acusaciones de censura contra América TV. El propio productor de ambos programas, decidió sacarlos del aire para luego mudarse a Canal 13. a raíz de este acto de censura que sufrió su productora varios periodistas y políticos se solidarizaron. En 2005, Gvirtz se retiró con su productora de América TV tras un acto de censura contra TVR. Ese mismo año, tanto TVR como Indomables (posteriormente llamado Duro de Domar) pasaron a Canal 13.
Con la incorporación al equipo de Maximiliano Melchior como productor de redes logró darle un vuelo significativo a Twitter, posicionando sus pilares en el podio de los medios más vistos en internet. Años más tarde, en 2009 Gvirtz mudó todos sus productos a Canal 9, donde hasta 2015 salieron al aire los programas TVR y Duro de Domar.
En marzo de 2015. algunos medios dan cuenta de una supuesta venta de la productora Pensado Para Televisión por parte de Gvirtz al Grupo Indalo. El 27 de abril de 2015, Indalo anunció que compró el 81% de las acciones de la productora.
Tras el triunfo de Mauricio Macri en las elecciones presidenciales de Argentina de 2015, Gvirtz le ofreció a Adrián Suar los programas TVR y Duro de Domar a Canal 13, pero el paso de ambos programas fue descartado por Suar y dejaron de emitirse. Durante 2016 Gvirtz y el empresario Cristóbal López negociaron el regreso de ambos programas.[cita requerida]